# Берестинський район
Берестинський райо́н (до 2024 року — Красноградський район) — район у південно-західній частині Харківської області України, що межує з Полтавською та Дніпропетровською областями; був утворений під час адміністративно-територіальної реформи в Україні 2020 року. Адміністративний центр — місто Берестин.
У склад району входять 6 територіальних громад.

## Історія
Район утворено 19 липня 2020 року згідно з Постановою Верховної Ради України № 807-IX від 17 липня 2020 року в рамках Адміністративно-територіальної реформи в Україні. У його склад увійшли: Красноградська міська, Зачепилівська, Кегичівська, Сахновщинська селищні та Наталинська і Старовірівська сільські територіальні громади. Перші вибори Красноградської районної ради відбулися 25 жовтня 2020 року.
Раніше територія району входила в склад ліквідованих у той самий час Красноградського району (1923—2020), Зачепилівського, Кегичівського, Сахновщинського, а також південної частини Нововодолазького районів Харківської області.